# Шевельков, Фёдор Иванович
Фёдор Иванович Шевельков (1902—1976) — деятель органов юстиции, член тройки НКВД по Удмуртской АССР.

## Биография
Родился в семье рабочего-каменщика. С 1913 до 1916 подручный, затем до 1918 рабочим-мастером в сапожных мастерских (впоследствии вошедших в состав Кожсиндиката) в родном городе. Участвовал в Гражданской войне, после окончания которой закончил рабфак в Смоленске, где обучался с 1922 до 1925, после чего поступил в МГУ. 30 октября 1929 окончил курс судебного отделения цикла факультета советского права 1-го Московского государственного университета. С 1929 до 1930 помощник окружного прокурора Владимира, до 1932 районный прокурор в городах Ивановской области. С 1932 до 1933 прокурор при НКЮ Москвы. С 1933 до 1935 заместитель прокурора Таджикской ССР. С 1935 до 1937 заместитель прокурора Удмуртской АССР по специальным делам в Ижевске, потом до 1938 прокурор Удмуртской АССР. С 21 сентября 1938 являлся прокурор Дальневосточного края, а с 14 декабря того же года утверждён в должности прокурора Хабаровского края. С 1943 до 1948 являлся прокурором Киргизской ССР. В 1948 возглавил гражданско-судебный отдел генеральной прокуратуры Союза ССР.

### Семья
Жена — Анна Ефимовна, во время проживания в Москве работала в прокуратуре РСФСР в УСО (уголовно-судебном надзоре), дочь — Инна Фёдоровна, сын — Владимир Фёдорович.